# Stefan Wilson

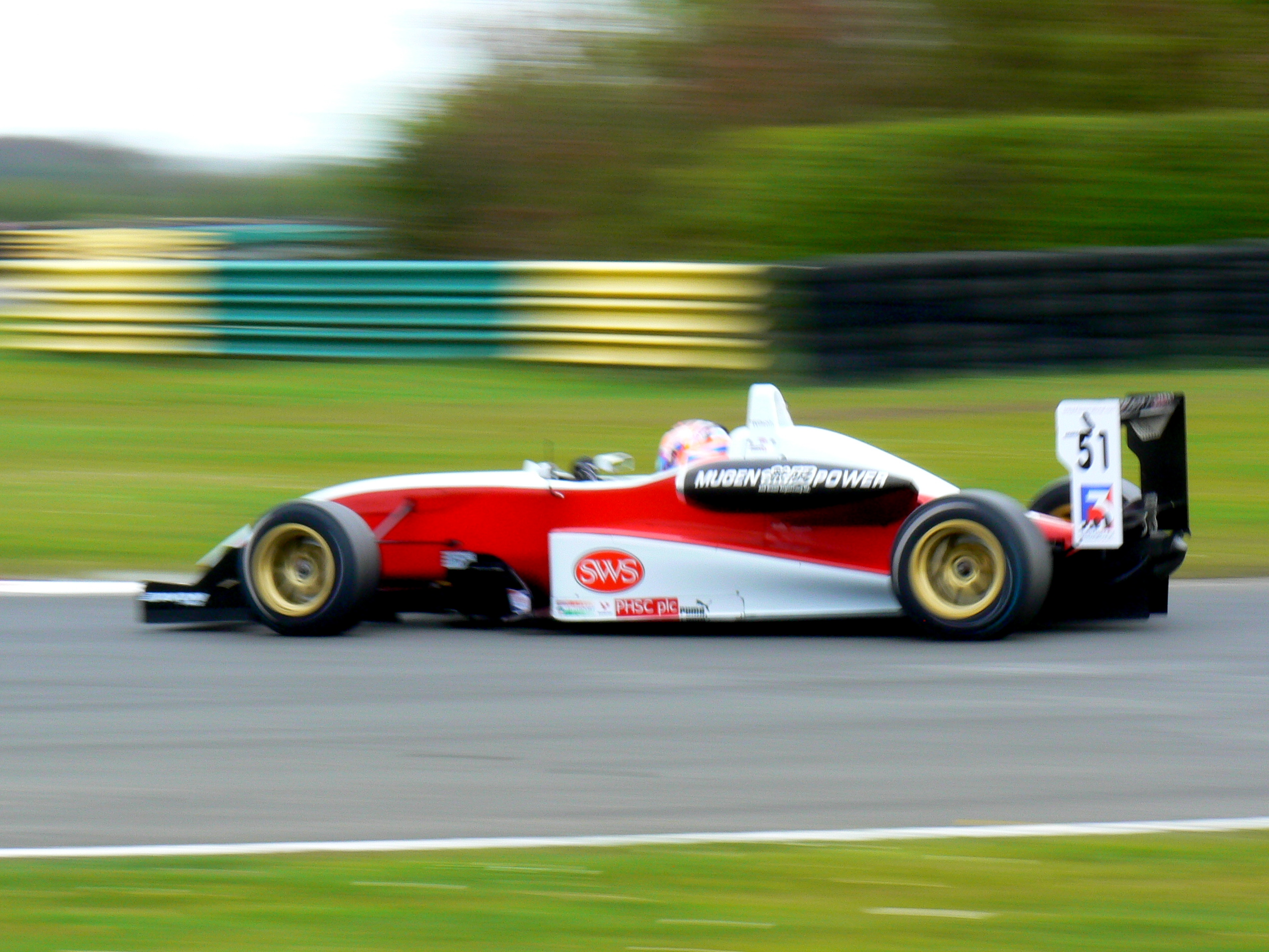

Stefan James Wilson (20 september 1989 in Sheffield, Engeland) is een Engels autocoureur. Hij is de jongere broer van coureur Justin Wilson. Hij is ook de winnaar van de 2007 McLaren Autosport BRDC Award voor jonge Britse coureurs. Op 3 december 2007 wordt bekend dat Stefan de winnaar is van een test bij McLaren. Enkele van zijn voorgangers zijn David Coulthard, Jenson Button en Anthony Davidson. Stefan begon zijn race loopbaan met karten in 1998. Hij bleef karten tot 2006. Hij stapte over naar de Formule Palmer Audi, de klasse waar zijn oudere broer in 1998 kampioen werd. Hij reed in het najaar van 2006 de Autumn Trophy, waarin hij negende werd.